# Баварская капуста
Баварская капуста (баварский Bayrisch Kraut) или Капуста по-баварски — традиционное баварское блюдо. Оно готовится из нашинкованной капусты, обжаренной и тушёной в говяжьем бульоне со свиным салом, луком, яблоками, приправленной солью, чёрным перцем, тмином, сахаром и уксусом. Обычно подаётся с колбасками или жареной свининой. В немецкой кухне это альтернатива квашеной капусте .